# Laval (Mayenne)
 For alternative betydninger, se Laval. (Se også artikler, som begynder med Laval)
Laval er en kommune i Mayenne departementet i Pays de la Loire regionen i det nordvestlige Frankrig.
Byen ligger på tærsklen til Bretagne og på grænsen mellem Normandiet og Anjou. Indbyggerne kaldes Lavallois.

## Geografi
Laval ligger ved Mayenne-floden i området nord for Loire-floden. Byen er centrum i et byområde med ca. 100.000 indbyggere.

## Økonomi
Byen er historisk hjemsted for fremstilling af fint linned. Der er støberier. Laval er også hjemsted for Laval og Mayenne Technologi Park, hvor virksomheder indenfor elektronik, computere og perifere enheder, fødevareteknologi, veterinær medicin, farmaceutisk industri, virtual reality, AV-uddannelse, patentering o.l. markedsføring og et ressourcecenter alt sammen er placeret i moderne bygninger.
Byen er også et vigtigt center for mælkeindustrier, oste, UHT mælk og yoghurt.
Der afholdes marked i byens centrum hver tirsdag og lørdag i nærheden af Palais de Justice.

## Uddannelse
- École supérieure d'informatique, électronique, automatique

## Kantoner
Laval er hovedby for fem kantoner:
- Laval-Est består af en del af Laval samt kommunen Entrammes (11.732 indbyggere)
- Laval-Nord-Est består af en del af Laval og kommunerne Changé, Saint-Germain-le-Fouilloux og Saint-Jean-sur-Mayenne (14.687 indbyggere);
- Laval-Nord-Ouest består af en del af Laval (12.022 indbyggere);
- Laval-Saint-Nicolas består af en del af Laval (8.460 indbyggere);
- Laval-Sud-Ouest består af en del af Laval (12.668 indbyggere).

## Historie
Herremændene i Laval tilhører et dynasti, som har sat sit mærke på Frankrigs historie. Byens "Grande Rue" var i adskillige århundreder en af hovedvejene ind i Bretagne.
Efter Hundredeårskrigen (1337 til 1453), hvor byen på skift blev erobret af hærene, var det 15. århundrede en tid med vækst. Bymurene blev fuldendt med tilføjelse af et kraftigt artillerifort af moderne design, Tour Renaise. Guvernørerne af Bretagne, hvis uafhængighed formelt afsluttedes i 1491, brugte mange penge på at bygge en prestigefyldt hal nær borgtårnet i deres borg. De byggede en stor krypt til begravelse af den herskabelige familie i St. Tugal katedralen. Byen af bindingsværk blev delvis genopbygget. Byens aristokrati byggede elegante huse og tårne i den øvre del af byen ved Rue des Cheveaux.
Under den 2. republik, det 2. kejserdømme og den tidlige del af den 3. republik havde byen sin storhedstid. I denne periode sprang en række linnedfabrikker og støberier op rundt omkring i byen, og den begyndte at trives økonomisk. Den 21. november 1871 blev Samelaine Monumentet indviet for at minde indbyggerne om deres historiske gerninger. Kunstmuseet blev indviet i 1897 på Herce Place ved siden af Perrines, terrassehaverne og den sceniske promenade med udsigt over byen.
Under 1. verdenskrig døde mange af byens sønner på slagmarkerne i Flandern i forsvaret af hjemlandet mod de tyske angribere, hvilket fik byens udvikling til at gå i stå. I mellemkrigsperioden opstod der en ny overklasse i byen indtil 1940 hvor den demokratiske 3. republik blev løbet over ende af Nazityskland og Laval blev besat af den tyske hær. Under besættelsen var det svære tider i byen og byens jødiske befolkningsgruppe blev deporteret til dødslejre og mange af byens øvrige indbyggere blev krigsfanger og måtte arbejde under slavelignende forhold i Tyskland. De tyske besættelsesstyrker i Laval var yderst brutale, med tilfældige fængslinger, tortur og henrettelse af byens borgere som en næsten daglig foreteelse.
Med dens nærhed til Den engelske kanal var der en horisont af frihed på den anden side af kanalen, hvor de Frie franske styrker under general Charles de Gaulle forberedte befrielsen af Frankrig. Med tanke på deres bys frihed tilføjede den Franske modstandsbevægelse i Laval således ved flere lejligheder de tyske besættere alvorlige tab og bidrog til at lette de allieredes befrielse af Frankrig på D-dag. Den tyske besættelse sluttede om eftermiddagen den 6. august da 3. amerikanske armé under general George S. Patton befriede byen.

## Seværdigheder
- Det middelalderlige Château de Laval (tårn og bygning)
- Betydelige rester byens mure og byport. Byen etableredes omkring grundlæggelsen af borgen i 1020 i marsken på grænsen mellem Frankrig og Bretagne. Den blev bygget til Guy 1 af Dénéré som blev en vasal af hertugen af Maine. I slutningen af det 12. århundrede førte lokale problemer sammen med byens placering på vejen til Bretagne til at herremanden i Laval byggede et stort rundt tårn som stadig har sin oprindelige trækrone. I begyndelsen bestod byen af spredte bebyggelser såsom bourg cheverel og bourg hersent. Men efter bygningen af den nye borg voksede den hurtigt. Den blev omkranset af volde i det 13. århundrede. Der var fem porte i murene, hvoraf kun en stadig findes, porte Beucheresse.
- Treenighedskatedralen (La Trinité). Præ-romansk og romansk. Der er mange vægmalerier og figurer hugget ud af sten.
- Botanisk have Jardin botanique de la Perrine

## Venskabsbyer
- Boston, Storbritannien.
- Chalkidiki, Grækenland.
- Gandia, Spanien
- Garango, Burkina Faso
- Laval, Canada
- Mettmann, Tyskland
- Vătava, Rumænien

## Eksterne kilder
- Borgmesterkontorets side Arkiveret 16. maj 2011 hos  Wayback Machine
- Wikipedia Fransk side
- Hjemmeside for Villes et Pays d'Art et d'Histoire Arkiveret 15. april 2009 hos  Wayback Machine
- Laval Virtual Arkiveret 20. april 1999 hos  Wayback Machine